# Wallace Stevens

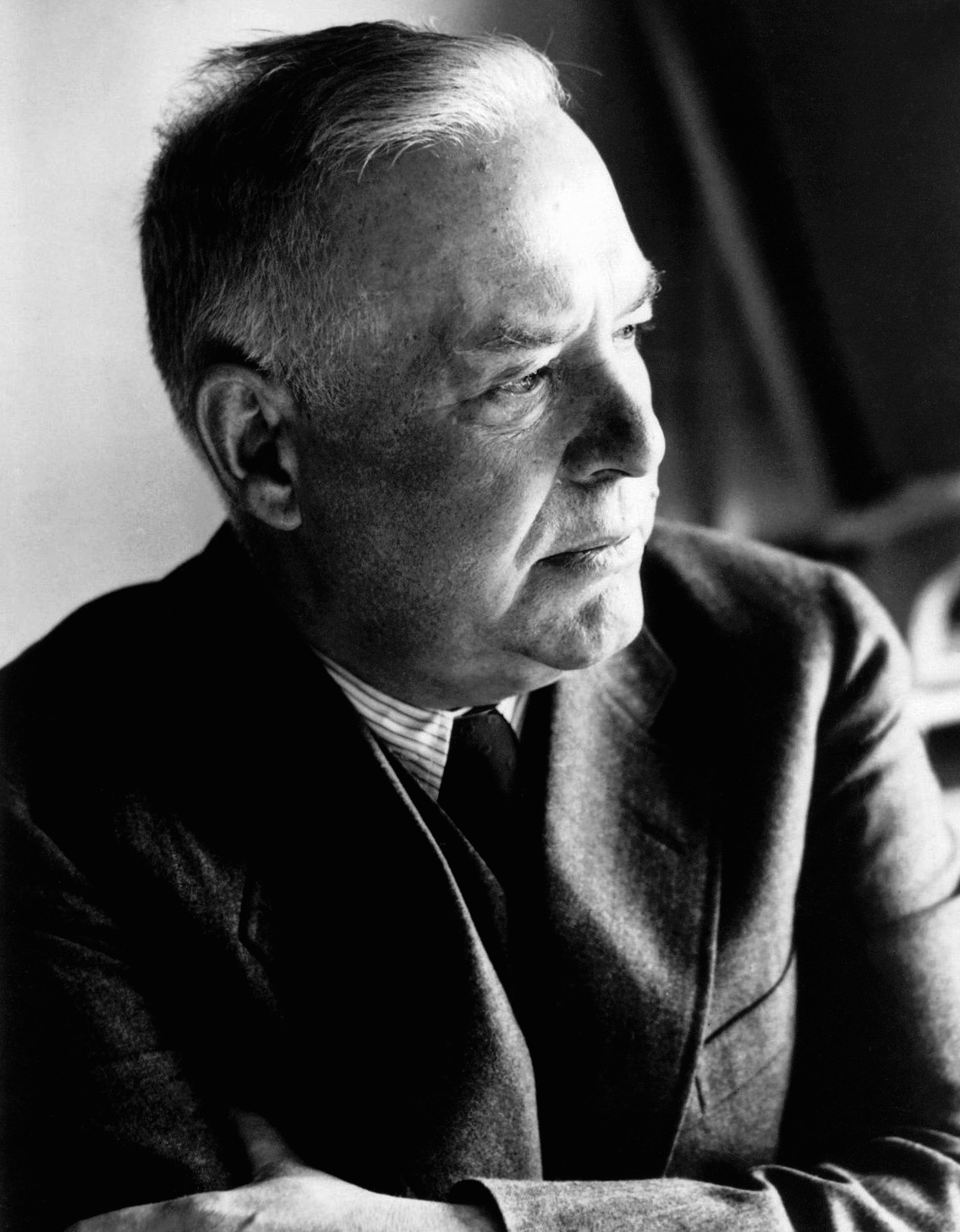
Wallace Stevens, 1948

Handtekening van Stevens

Wallace Stevens (Reading, Pennsylvania, 2 oktober 1879 – Hartford, Connecticut, 2 augustus 1955) was een Amerikaans dichter en een vooraanstaand vertegenwoordiger van het modernisme. Met zijn Collected Poems won hij aan het eind van zijn leven de Pulitzerprijs voor Poëzie. Enkele van zijn bekendste gedichten zijn "The Idea of Order at Key West", "Anecdote of the Jar" en "Thirteen Ways of Looking at a Blackbird".

## Biografie
Geboren als zoon van een welvarend advocaat, bezocht Stevens de Harvard-universiteit en New York Law School, waar hij in 1903 afstudeerde. In 1904 ontmoette hij Elsie Viola Kachel (1886-1963), soms Molly genoemd, een jonge vrouw met ervaring als vertegenwoordiger en stenografe. Na een lange romance en tegen de wens van zijn ouders, die haar beneden hun stand achtten, huwden ze in 1909. Hun dochter Holly werd geboren in 1924. Zij redigeerde later enkele uitgaven van haar vaders werk. Zijn vrouw kreeg op latere leeftijd psychologische klachten, waardoor het huwelijk strandde, hoewel ze nooit officieel gescheiden zijn.
In de eerste jaren van de 20e eeuw werkte hij als journalist voor de New York Tribune. Van 1904 tot 1916 maakte hij carrière in New York als advocaat en later verzekeringsagent. In 1914 werd hij benoemd tot vicepresident van het lokale kantoor van de Equitable Surety Company uit St. Louis in Missouri. Toen zijn functie door fusies kwam te vervallen, verhuisde hij naar Hartford in Connecticut, waar hij als assurantiemakelaar aan de slag kon bij de Hartford Accident and Indemnity Company. In 1934 werd hij er vicepresident. In de jaren rond 1940 werd hem een lectoraat aan Harvard aangeboden. Hij sloeg het aanbod af omdat hij in Hartford wilde blijven. Ook op het hoogtepunt van zijn populariteit als auteur bleef hij werken als verzekeraar. Naar eigen zeggen kon hij zijn twee levens combineren door het handhaven van een duidelijke discipline. In 1945 werd hij toegelaten tot de National Institute of Arts and Letters die zich inzet voor de bescherming van Amerikaanse literatuur, muziek en andere kunsten. In 1952 kreeg hij een eredoctoraat van de universiteit van Columbia.
In januari 1922 kwam hij tijdens een zakenreis terecht op Key West, een eiland in de Straat van Florida. In een brief aan zijn vrouw beschreef hij het als "a paradise, midsummer weather, the sky brilliantly clear and intensely blue, the sea blue and green beyond what you have ever seen", een paradijs, midzomerweer, de lucht briljant helder en intens blauw, de zee blauw en groen zoals je nog nooit gezien hebt. Hij zou er twintig jaar lang tijdens de wintermaanden in hotel Casa Marina verblijven, waar hij het meer dan eens aan de stok kreeg met meervoudig Pulitzerprijswinnaar Robert Frost. Met Ernest Hemingway kwam het eens tot een handgemeen volgens een brief uit 1936: "Mr. Stevens hit me flush on the jaw with his Sunday punch bam like that. And this is very funny. Broke his hand in two places. Didn’t harm my jaw at all", Stevens sloeg me vlak op mijn kaak met zijn zondagse vuiststoot. En dit is heel grappig. Brak z'n hand op twee plaatsen. Deed m'n kaak helemaal niets. Volgens de publieke versie van het verhaal was hij uitgegleden.
Stevens overleed op 75-jarige leeftijd in het St. Francis Hospital in zijn woonplaats Hartford aan maagkanker en werd begraven op het plaatselijke Cedar Hill Cemetery.

### Werk
Stevens debuteerde op betrekkelijk late leeftijd in 1914 met de publicatie van enkele gedichten in het literair tijdschrift Poetry. In 1923 verscheen zijn eerste grote bundel Harmonium. Na de volgende bundel Ideas of Order groeide zijn reputatie als minutieus en stijlvol dichter. In 1950 won hij met The Auroras of Autumn de National Book Award for Poetry.
Stevens filosofeerde over esthetiek en over de functie van poëzie als de ultieme versmelting van creatieve verbeelding en objectieve werkelijkheid. Vanwege zijn technische en thematische complexiteit wordt hij soms gezien als een moeilijke dichter die zijn geheimen niet graag prijsgeeft, maar hij wordt ook erkend als een eminent abstractionist wiens ideeën tot nadenken stemmen. De uitdagende dubbelzinnigheid en het rijke vocabulaire van zijn gedichten zijn met name populair onder studenten en academici. Na zijn dood bleef zijn aanzien stijgen en thans zijn in elke Amerikaanse universiteitsbibliotheek vele tientallen boeken te vinden over het parmantige leven en provocerende werk van Wallace Stevens.

### Poezië
- The Snow Man (1921)
- Harmonium (1923)
- Ideas of Order (1936)
- Owl's Clover (1936)
- The Man with the Blue Guitar (1937)
- Parts of a World (1942)
- Transport to Summer (1947)
- The Auroras of Autumn (1950)
- Collected Poems (1954)

Postume verzamelingen
- Opus Posthumous (1957)
- The Palm at the End of the Mind (1972)
- Collected Poetry and Prose (1997)
- Selected Poems (John N. Serio, ed., 2009)[5]

### Proza
- The Necessary Angel (essays en adagia) (1951)

Postume uitgaven
- Letters of Wallace James Stevens (1966, Holly Stevens, ed.)
- Secretaries of the Moon: The Letters of Wallace Stevens & Jose Rodriguez Feo (1986, B. Coyle en A. Filreis, ed.)
- Sur plusieurs beaux sujects: Wallace Stevens's Commonplace Book (1989, Milton J. Bates, ed.)
- The Contemplated Spouse: The Letter of Wallace Stevens to Elsie (2006, D.J. Bluont, ed.)

### Nederlandse vertaling
- Dertien wijzen om naar een merel te kijken, vertaald door Paul Claes. Druksel, 2012
- Een blauwdruk voor de zon, vertaling door Rein Bloem van The Man with the Blue Guitar, Notes toward a Supreme Fiction. Athenaeum, 1997.

- Bibsys: 90052501
- Biblioteca Nacional de España: XX1719638
- Bibliothèque nationale de France: cb12034708q (data)
- Catàleg d'autoritats de noms i títols de Catalunya: 981058510007406706
- CiNii: DA01305998
- Digitale Bibliotheek voor de Nederlandse Letteren: stev007
- Gemeinsame Normdatei: 118618032
- International Standard Name Identifier: 0000 0001 2135 6266
- Library of Congress Control Number: n79086767
- Nationale Bibliotheek van Letland: 000077284
- MusicBrainz: 1975f7c4-0ea4-4f9d-8f9d-95e52eac4995
- Bibliotheek van het Japanse parlement: 00457687
- Nationale Bibliotheek van Tsjechië: jn19990008247
- Nationale bibliotheek van Australië: 35524199
- Nationale Bibliotheek van Israël: 987007268672005171
- Nationale Bibliotheek van Polen: a0000001215172
- Nationale en Universitaire bibliotheek Zagreb: 000012229
- Nederlandse Thesaurus van Auteursnamen: 069497222
- Réseau des bibliothèques de Suisse occidentale: 02-A003864319
- Istituto Centrale per il Catalogo Unico: CFIV017213
- LIBRIS: 206868
- SNAC: w6bv7gcx
- Système universitaire de documentation: 028529103
- Trove: 983949
- Union List of Artist Names: 500250409
- Virtual International Authority File: 61562486
- WorldCat: E39PBJktmqbQkThRFcJydfMVmd